# Air Timor
Pour les articles homonymes, voir Timor (homonymie).
Air Timor (code IATA : 6C) est une compagnie aérienne timoraise basée au Timor oriental et créée en 2007 par un ensemble d'investisseurs privés et institutionnels. Elle assure des vols internationaux depuis sa plate-forme de correspondance à l'Aéroport international Presidente Nicolau Lobato.

## Histoire
Avant son implantation au Timor oriental en 2007, Air Timor existe sous la dénomination d’Austasia Airlines, société effectuant des vols charters vers l'Australie et l'Indonésie de 2001 à 2007.
En 2007, la compagnie est enregistrée à Dili et à la suite de l'accord du gouvernement timorais commence un vol bihebdomadaire entre Singapour et Dili en affrètant un Airbus A319 de la compagnie régionale Silk Air à partir d’août 2008.
En 2010, Austasia Airlines devient une compagnie nationale et change de nom pour Air Timor S.A.
En 2014, Air Timor inaugure une liaison régulière vers Denpasar-Bali avec l'affrètement d'un Boeing 737 de Garuda Indonesia. Elle est cependant concurrencée à partir de 2015 sur cette ligne par la compagnie indonésienne Sriwijaya Air et sa filiale régionale NAM Air qui mettent à mal la rentabilité de la ligne provoquant la fermeture de celle-ci en janvier 2017. La ligne est toutefois reprise ultérieurement par Citilink, compagnie aérienne à bas coûts et filiale de Garuda Indonesia.
De décembre 2017 à février 2018, Air Timor affrète un ATR 72 de la compagnie TransNusa vers Kupang dans la partie occidentale de l’île de Timor.
En avril 2018, Air Timor n'exploite qu'une liaison hebdomadaire le samedi vers l'aéroport de Singapour-Changi.

## Flotte

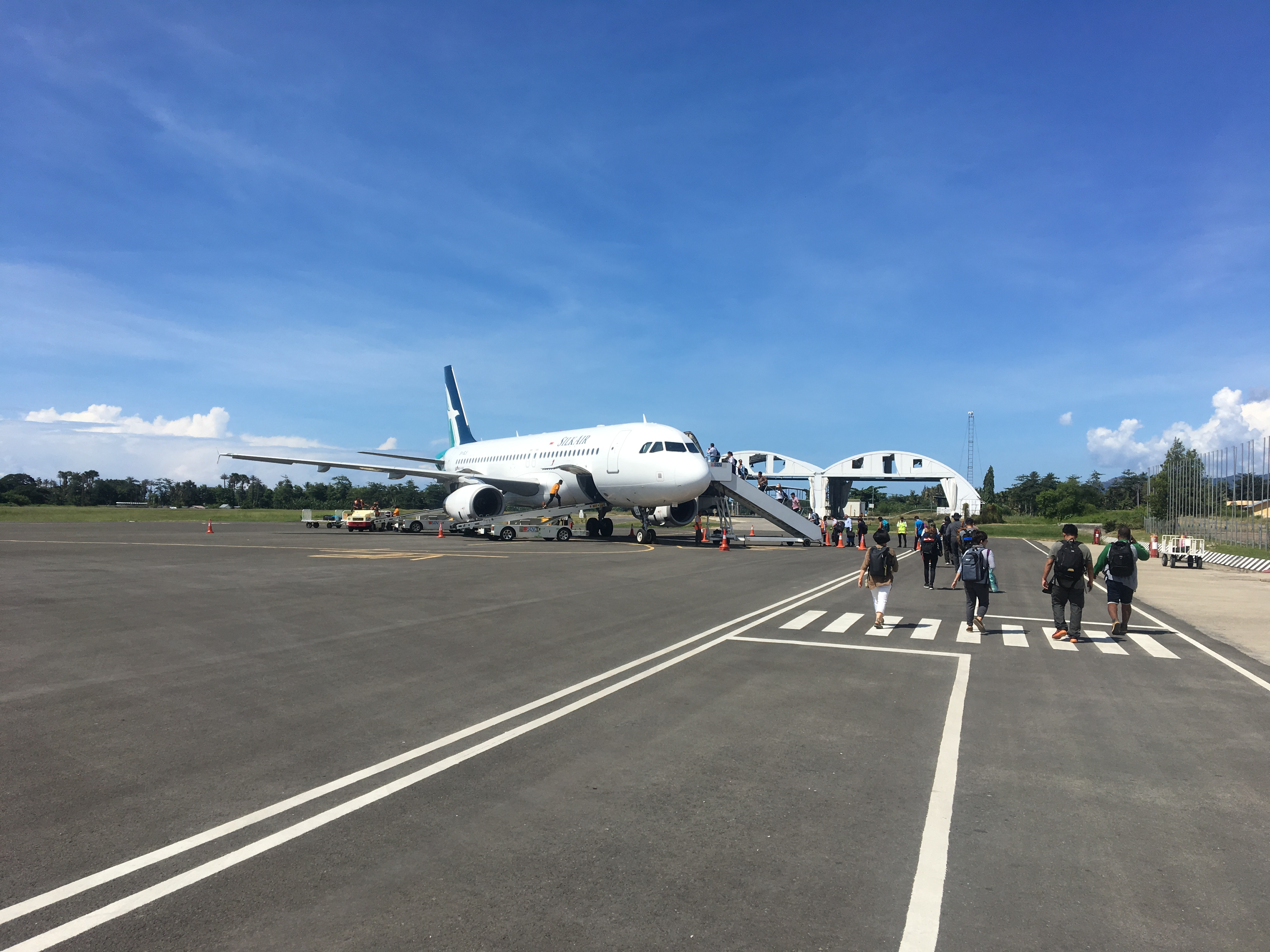
Appareil de Silk Air à l'aéroport Presidente N. Lobato

En avril 2018, Air Timor affrète un avion desservant Dili et Singapour.

## Destinations
En avril 2018, Air Timor dessert deux destinations.
| Continent | Pays           | Aéroport                  |
| --------- | -------------- | ------------------------- |
| Asie      | Singapour      | Singapour-Changi          |
| Asie      | Timor oriental | Dili-Presidente-N. Lobato |